# Springfield (Michigan)
Springfield è un comune degli Stati Uniti d'America, situato nello Stato del Michigan, nella contea di Calhoun.